# Agorioides cherubino
Espèce
Agorioides cherubino est une espèce d'araignées aranéomorphes de la famille des Salticidae.

## Distribution
Cette espèce est endémique de la province des Hautes-Terres méridionales en Nouvelle-Guinée orientale en Papouasie-Nouvelle-Guinée,. Elle se rencontre vers Putuwé.

## Description
La carapace du mâle holotype mesure 2,16 mm de long et l'abdomen 2,27 mm.

## Publication originale
- Maddison & Szűts, 2019 : Myrmarachnine jumping spiders of the new subtribe Levieina from Papua New Guinea (Araneae, Salticidae, Myrmarachnini). ZooKeys, no 842, p. 85-112 (texte intégral).